# Hällesjö (Västergötland och Halland)
Hällesjö, även Helsjön, är en sjö i Kungsbacka kommun och Marks kommun i Västergötland och ingår i Viskans huvudavrinningsområde. Sjön är 33 meter djup, har en yta på 0,198 kvadratkilometer och är belägen 81 meter över havet. Vid provfiske har abborre fångats i sjön. Vid sjön ligger Helsjöns folkhögskola.

## Delavrinningsområde
Helsjön ingår i det delavrinningsområde (636175-129251) som SMHI kallar för Utloppet av Stora Horredssjön. Medelhöjden är 78 meter över havet och ytan är 40,96 kvadratkilometer. Det finns inga avrinningsområden uppströms utan avrinningsområdet är högsta punkten. Hornå som avvattnar avrinningsområdet har biflödesordning 2, vilket innebär att vattnet flödar genom totalt 2 vattendrag innan det når havet efter 32 kilometer. Avrinningsområdet består mestadels av skog (74 procent). Avrinningsområdet har 5,98 kvadratkilometer vattenytor vilket ger det en sjöprocent på 14,6 procent.